# Лізард-Пойнт

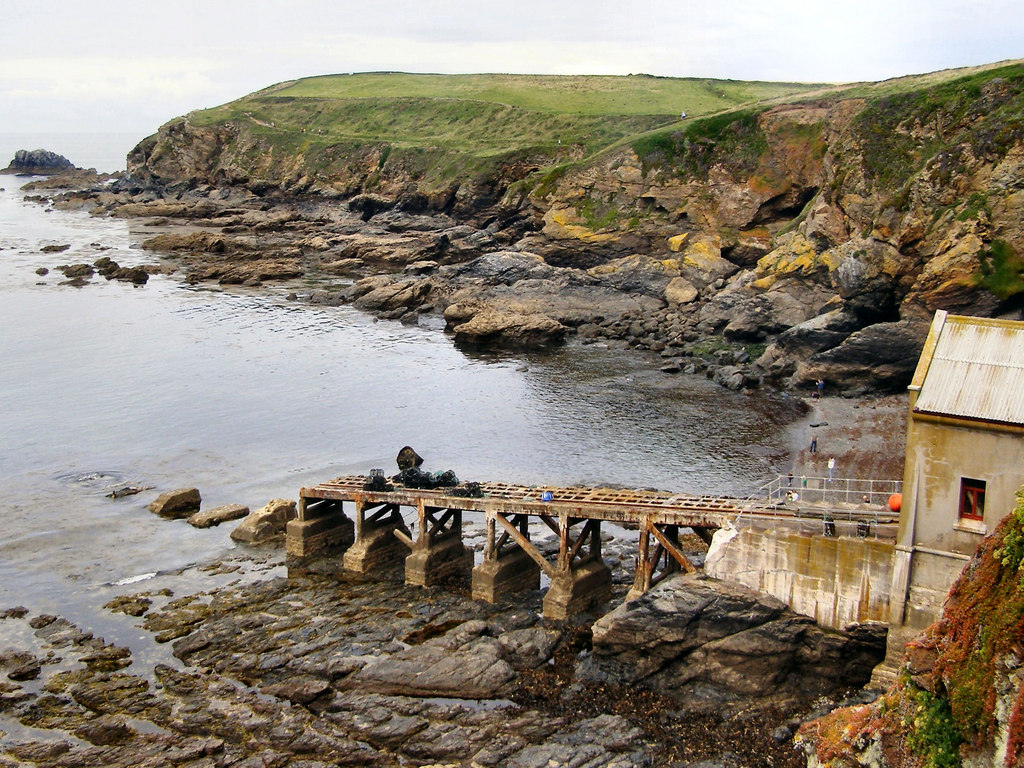
Покинута рятувальна станція на Лізард-Пойнт

49°57′32″ пн. ш. 5°12′54″ зх. д. / 49.95889° пн. ш. 5.21500° зх. д.
Лізард-Пойнт (англ. Lizard Point) — мис на узбережжі Атлантичного океану на півдні Корнуолла, в Англії у Великій Британії. Знаходиться на південному краю півострова Лізард за півмилі (800 м) на південь від села Лізард у цивільній парафії Ландеведнак і приблизно в 11 милях (18 км) на південний схід від Гелстона.
Лізард-Пойнт є найпівденнішою точкою острівної Великої Британії на 49° 57' 30" пн.ш., за винятком частини островів Сіллі, які є найпівденнішою частиною Англії та Сполученого Королівства загалом.